# Tillandsia bergeri
Tillandsia bergeri es una especie de planta epífita  del género  Tillandsia de la familia de las bromeliáceas, se distribuye en Argentina.  
Descripción original

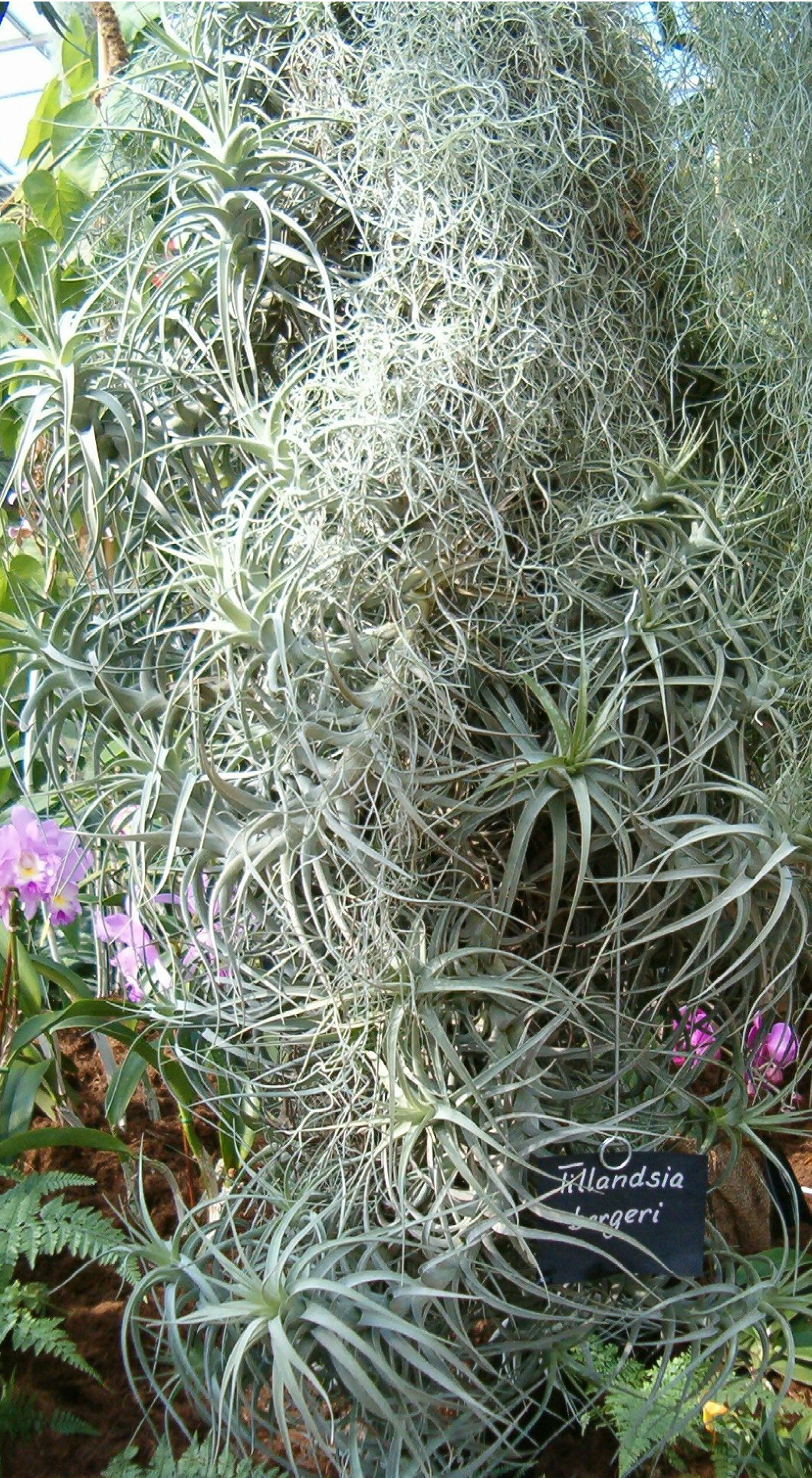
Vista de la planta

- « Foliis caulem manifestum quaquaverse obtegentibus, dense appresseque lepidoto-canis; scapo conspicuo; inflorescentia superantibus; floribus suberectis; sepalis glabris, antico libero posticis binis usque ad 6 mm ab apice connatis; petalis sordide pallideque lilacinis, prope apicem asymmetrice emarginatis; staminibus in corollae fauce profunde absconditis, antheris obtusis stylo perlonge superatis.  »

## Descripción
Es una planta herbácea perenne, ramificada, epifita. Tiene un tallo corto con penacho denso rosado, hojas rígidas, escamosas, filiformes bastante abundante que surgen de la raíz. El tallo de la flor se desacopla del follaje, ligeramente curvado hacia abajo. La inflorescencia está cubierta con brácteas rosadas y flores con pétalos de color azul claro con banda mediana blanca. 

## Cultivares
- Tillandsia 'Bergos'
- Tillandsia 'Bob Whitman'

## Taxonomía
Tillandsia bergeri fue descrita por Carl Christian Mez y publicado en Repertorium Specierum Novarum Regni Vegetabilis 14: 254. 1916.
Etimología
Tillandsia: nombre genérico que fue nombrado por Carlos Linneo en 1738 en honor al médico y botánico finlandés Dr. Elias Tillandz (originalmente Tillander) (1640-1693).
bergeri: epíteto otorgado en honor del botánico Ernst Friedrich Berger.
Sinonimia
- Tillandsia dianthoidea var. grisea Guillaumin[3][4]